# Xanthosoma peltatum
Xanthosoma peltatum är en kallaväxtart som beskrevs av George Sydney Bunting. Xanthosoma peltatum ingår i släktet Xanthosoma och familjen kallaväxter. Inga underarter finns listade.